# Volontaires royaux pendant les Cent-Jours
Ne doit pas être confondu avec Volontaires nationaux pendant la Révolution.
Les volontaires royaux sont une unité militaire composée lors des Cent-Jours, soit pendant le retour en France de l'empereur Napoléon et sa seconde abdication le 7 juillet 1815. Des monarchistes et notamment d'anciens chefs royalistes et émigrés constituent cette unité.

## Historique
Le retour à la circonscription lors des Cent-Jours suscite des fortes réactions dans l'Ouest de la France. Louis XVIII fait vœux à Louis de La Rochejaquelein de constituer depuis l'Angleterre une aide pour rallumer les guerres dans l'Ouest. Le 11 mai 1815, à La Chapelle-Basse-Mer, Auguste de La Rochejaquelein en présence d'anciens chefs des guerres de Vendée prépare une insurrection vendéenne.
Dès lors, on compte 7 000 à 8 000 volontaires royaux à travers la Vendée, l'Anjou et le Poitou.
La duchesse d'Angoulême, conseillée par Mathieu de Montmorency, entreprend la création d'un corps de volontaires. Le duc d'Angoulême, après son entrée à Nîmes, suscite également la création d'un corps de volontaires royaux : « Habitants du Gard, les intérêts et les dangers du roi et de l’État sont inséparables ; voler au secours du monarque, c’est voler au secours de la patrie ». Un corps confié au général Merle, composé de trois mille volontaires, doit atteindre Lyon.
Des volontaires royaux constituent la garde à cheval de Louis de France.
En avril 1815, le maréchal Brune fait massacrer les volontaires royaux à Nîmes.
Ces multiples corps de volontaires royaux constituent une résistance de l'intérieur face à l'Empereur.

## Liste des bataillons par départements

### Charente-Inférieure
Les volontaires royaux étaient au nombre de 92, il s'agit d'une compagnie de chasseurs à cheval commandée par le général Théophile de Brémond d'Ars.

### Paris
- Bataillon de l'École de Droit, dirigé par le colonel Druault atteint près de 1 200 hommes.
- Bataillon de l'École de Médecine

### Var
La compagnie de volontaires-royaux dans le Var fut réunie à l'initiative d'anciens membres de l'armée de Condé, aristocrates et officiers ayant, dans la seconde moitié de l'Empire, investi les administrations locales. En août 1814, le marquis de Bouthilier, major général de l'Infanterie dans l'armée des princes, est nommé préfet du département, succédant à un autre fonctionnaire royaliste, Pierre Melchior d'Azémar, nommé en 1806. Ce dernier a largement permis d'influencer l'opinion, devenue hostile à l'Empire à cause de la conscription napoléonienne, mais également de l'influence des nombreux maires monarchistes nommés par le préfet.
Dans l'arrondissement de Draguignan, les volontaires royaux se réunirent au marquis de Colbert, inspecteur général des gardes nationales dans ce district, qui avait groupé une centaine de jeunes royalistes, notamment lorguais. 